# HMS Vehement (1917)
«Віемент» (англ. HMS Vehement) — військовий корабель, ескадрений міноносець «Адміралті» типу «V» Королівського військово-морського флоту Великої Британії за часів Першої світової війни.
«Віемент» був закладений 25 вересня 1916 року на верфі компанії William Denny and Brothers у Дамбартоні. 6 липня 1917 року він був спущений на воду, а 29 грудня 1917 року увійшов до складу Королівських ВМС Великої Британії.
Корабель нетривалий час брав участь у бойових діях на морі в Першій світовій війні. 1 серпня 1918 року підірвався на міні та затонув у Північному морі.

## Історія служби

### Перша світова війна
Після введення до строю есмінець увійшов до складу Великого флоту. 17 листопада 1917 року «Вім'єра» входив до складу 6-ї ескадри легких сил, що взяли участь у другій битві за битву за Гельголанд. У бойовому зіткненні, коли британці намагалися перехопити німецькі сили розмінування, які розчищали британські мінні поля у Північному морі. Чотири німецькі крейсери під командуванням адмірала фон Ройтера, вміло використовуючи димові завіси, прикривали тральщики і повели за собою британські кораблі. Гонитва за німецькими крейсерами тривала до тих пір, поки британські кораблі не опинилися під вогнем німецьких лінкорів «Кайзер» і «Кайзерин». У наслідок бою кілька німецьких і британських кораблів отримали незначні пошкодження.
14 січня 1918 року «Віемент» зіткнувся з британським есмінцем «Мюррей». Слідство пояснило, що нещасний випадок був результатом помилок лейтенанта «Віемента».
У ніч з 13 на 14 липня 1918 року «Віемент» з есмінцями «Телемахус», «Ванкуішер» і «Вентурос» поставили мінне поле з 224 міни в Північному морі. У ніч з 17 на 18 липня 1918 року флотилія заклала ще одне мінне поле в Північному морі з 424 міни для прикриттям операції, яку проводила 7-ма крейсерська ескадра, але німецькі кораблі не наразилися на нього.
24 липня 1918 року була проведена чергова операція з мінування, в якій вся флотилія поставила 496 мін у Північному морі в 22 ряди; під час операції «Віемент» виявив два перископи. У ніч з 28 на 29 липня флотилія поставила ще одне загородження у Північному морі з 416 мін у 18 рядів.
1 серпня 1918 року 20-та флотилія есмінців вийшла з Гамбера, щоб поставити чергове мінне поле на кінці одного з виходів з німецького мінного поля в Гельголандській затоці. О 23:47 британські есмінці були в межах 20 морських миль (37 км) від району, який мали замінувати, коли «Віемент» сам наразився на ворожу міну. Вибух спричинив детонацію переднього льоху з боєприпасами, що призвело до детонації та знищенню передньої частини корабля перед передньою трубою; загинув один офіцер та 47 матросів.
Коли решта кораблів почала маневрувати, щоб розчистити німецьке мінне поле, на яке вони наразилися, о 00:10 2 серпня есмінець «Аріель» також підірвався на міні та приблизно о 01:00 із втратою чотирьох офіцерів і 45 матросів затонув, але «Віемент» все ще залишався на плаву, і приблизно через годину після того, як стався підрив, його екіпаж погасив усі пожежі. Пошкоджений есмінець був взятий на буксир есмінцем «Ебдіель» в надії врятувати «Віемент», але о 04:00 корма есмінця здибилася вгору, унеможлививши подальше буксирування. Екіпаж «Віемента», що залишився в живих, відкрив всі клапани корпусу, щоб пришвидшити затоплення та покинув корабель. Потім «Телемахус» і «Ванкуішер» розстріляли його з гармат.